# 多纳托·伯拉孟特
多纳托·伯拉孟特（義大利語：Donato Bramante，约1444年—1514年3月11日）是意大利文艺复兴时期著名的建筑师，他將古羅馬建築轉化為文藝復興時期的建築語言，在當時就被視為極富影響力的大師。在建筑方面，与同时期的列奥纳多·达·芬奇各领风骚。他的著名作品有罗马的“坦比哀多”（Tempietto）小堂，还曾参与设计圣伯多禄大殿。

## 生平

### 早年生涯
伯拉孟特出生在一個富裕的農民家庭。在他的童年，根據瓦薩里的記載，在讀寫練習以外，伯拉孟特還經常練習打算盤。他的父親可能引導他學習繪畫。對於他早期生活工作著實所知甚少。他可能是皮耶羅·德拉·弗朗切斯卡的助手。此時伯拉孟特的家鄉烏爾比諾已經在貴族的領導下成為人文主義的中心。

### 羅馬時期
伯拉孟特很可能在1499年9月法國佔領米蘭時才遷往羅馬。作為教宗亞歷山大五世的侍從建築師，他可能被派遣去修建聖母廣場和聖伯多祿廣場的噴泉，並且參與了幾個建築諮詢會議。他可能在此期間有意地減少設計工作，以便更好地研究羅馬的古代建築遺跡。他的足跡甚至到達了拿波里。他也與拿波里的主教過從甚篤。主教委託他在羅馬為帕奇的聖母教堂修建修士住房和修道院，工程於1504年完工。1502年開始，伯拉孟特開始為蒙托里奧的聖伯多祿教堂設計一座小型的禮拜堂，这座礼拜堂后来被称作“坦比哀多”。這裡被認為是聖伯多祿接受十字架刑罰的地點。伯拉孟特在庭院中設計了一座位居正中、不與四周相連的獨立建築。這座禮拜堂雖然很小，但是很好地體現了文藝復興的建築理念。朱里二世當選教宗，伯拉孟特的建築生涯進入新的階段：他成為前者重建愷撒之城的第一助手。